# Carl Funke

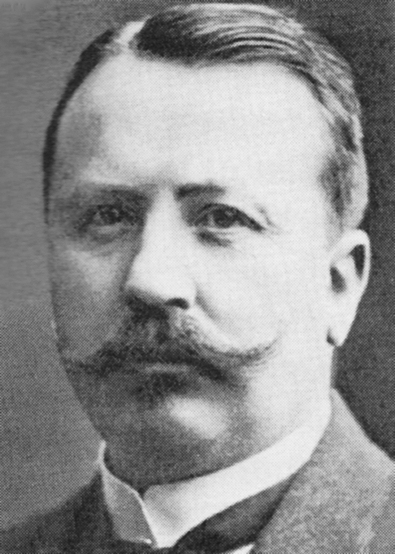
Carl Funke

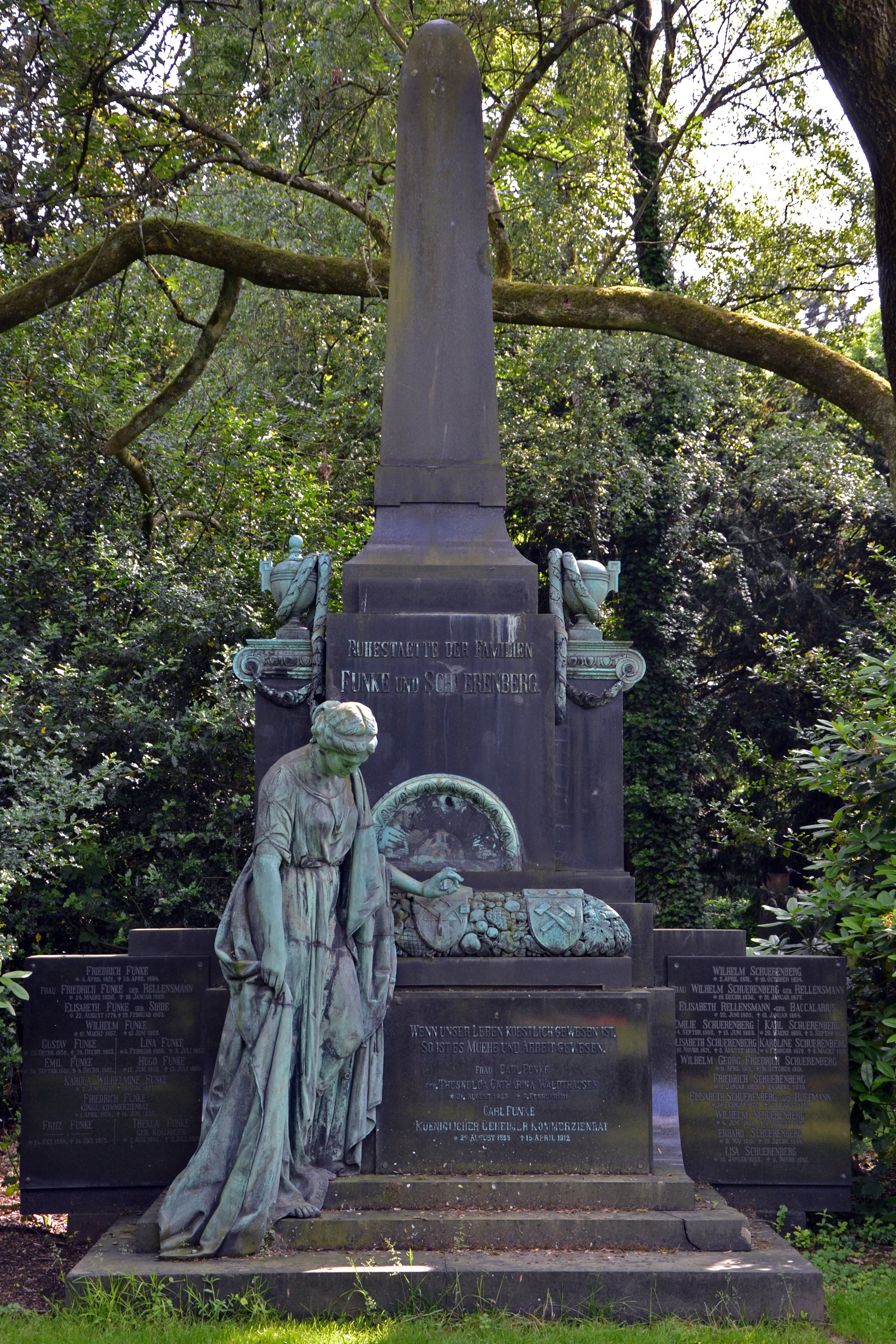
Gemeinsame Gruft der Familien Funke und Schürenberg auf dem Essener Ostfriedhof

Carl Funke (* 22. August 1855 in Essen; † 15. April 1912 in Ems) war ein deutscher Unternehmer und Kommunalpolitiker, der als Handelskammerpräsident und Stadtverordneter in Essen wirkte.

## Leben und Wirken
Als zweiter Sohn des Unternehmers Fritz Funke und seiner Ehefrau, einer geborenen Rellensmann, besuchte Carl Funke das Humboldt-Realgymnasium in Essen und schloss mit der Oberprima ab. Anschließend studierte er Sprachwissenschaften, insbesondere Französisch, an der Universität Genf. Dem folgte eine kaufmännische Ausbildung bei der Chemischen Fabrik Vorster & Grüneberg in Kalk und bei der AG für Chemische Industrie in (Gelsenkirchen-)Schalke.
Carl Funke heiratete die wohlhabende Katharina geborene Waldthausen, deren Mitgift erheblich zum gemeinsamen Vermögen beitrug. Sie starb an einer schweren Krankheit, wobei sie jahrelang durch ihren Gatten gepflegt wurde. Zusammen hatten sie vier Kinder, wobei der Sohn Fritz Funke (1888–1975) das Familienerbe erfolgreich weiterführte. 
Im Alter von knapp 22 Jahren übernahm Carl Funke die Leitung der Zeche Pörtingsiepen in Fischlaken, einem späteren Stadtteil von Essen. Er vergrößerte deren Absatz unter anderem durch den gerade erhaltenen Gleisanschluss an die Hespertalbahn entscheidend. 1884, im Alter von 29 Jahren, übernahm er die Bergwerksbeteiligungen seines in diesem Jahr verstorbenen Vaters und vergrößerte seinen Besitz in den folgenden Jahren durch Erwerb weiterer Anteile kontinuierlich. Carl Funke war Aufsichtsratsmitglied in insgesamt zwanzig Unternehmen, darunter die Steinkohlen-Zechen Richradt, Stolberg im westlichen Hefelerbachtal, König Wilhelm, Lothringen, Graf Schwerin, König Ludwig, Hercules, Dorstfeld, Carl Funke und Caroline, die Grillo-Werke und auch die Deutsche Bank AG.
In den 1880er Jahren, als der Ruhrbergbau auch wegen ausländischer Konkurrenz in einer großen Krise steckte, erkannte Funke, dass die Zersplitterung in viele Bergwerksunternehmen nicht wirtschaftlich ist. Er bildete er aus der Zeche Pauline und der Gewerkschaft Heisinger Tiefbau die Aktiengesellschaft Rheinische Anthrazit-Kohlenwerke Kupferdreh. 1906 schloss er die Steinkohlen-Zechen Richrath, Hercules, Katharina, Dahlhauser Tiefbau, Pörtingsiepen, Altendorf Tiefbau und Gottfried Wilhelm zur Essener Steinkohlenbergwerke AG zusammen, deren Aufsichtsratsvorsitzender er wurde. In diesem Jahr erhielt die Zeche Heisinger Tiefbau an der Ruhr den Namen Zeche Carl Funke. 
Funke erhielt 1890 durch die Übernahme der Anteile seines Vaters auch den Aufsichtsratsvorsitz der Actien-Bierbrauerei in Essen an der Ruhr, der späteren Stern-Brauerei. Das Amt bekleidete er bis zu seinem Tod 1912.
Seit 1882 war Funke Stadtverordneter der Stadt Essen und Mitglied des Essener Kreistags. Als Mitglied des Essener Verkehrsvereins war Funke um 1900 maßgeblich am Bau des Hotels Kaiserhof an der Lindenallee beteiligt und schuf damit repräsentative Räumlichkeiten für Kongresse und Konferenzen in Essen. Das Gebäude wurde im Zweiten Weltkrieg stark beschädigt und 1973 schließlich abgebrochen. (Heute befindet sich an dieser Stelle das Haus der SEB-Bank, auch Lindencenter genannt.) Von 1905 bis 1912 war Funke Abgeordneter des Provinziallandtags der Rheinprovinz. Von 1910 bis 1912 folgte er Max Rötger als Präsident der Handelskammer zu Essen. In seine Amtszeit fiel der Zusammenschluss der Essener und der Mülheimer Handelskammer. Er blieb Präsident der vereinigten Handelskammer für Essen, Mülheim (Ruhr) und Oberhausen zu Essen.
In der evangelischen Kirche war Funke als Mitglied in den Presbyterien der Gemeinden Essen-Altstadt, (Essen-)Rellinghausen-Heisingen und (Dortmund-)Dorstfeld engagiert.
Aufgrund zahlreicher Stiftungen bzw. Schenkungen zu gemeinnützigen Zwecken wie Schulen, einem Krankenhaus, einer Lungenheilstätte und dem Gemeindehaus Karl-Funke-Stiftung, insbesondere durch die Carl- und Katharina-Funke-Stiftung für das Realgymnasium Essen, erhielt Funke mehrere Auszeichnungen und Ehrentitel. 1889 wurde er zum Kommerzienrat ernannt, 1908 zum Geheimen Kommerzienrat. Ihm wurde der preußische Rote Adlerorden IV. Klasse, später auch III. Klasse verliehen.
Als Carl Funke 1912 infolge einer Mittelohrentzündung starb, wurde er in der Familiengruft der Familien Funke und Schürenberg auf dem Friedhof am Kettwiger Tor beigesetzt. Dem Trauerzug am Nachmittag des 19. April 1912 folgten mehrere tausend Menschen, darunter Vertreter der Ruhr-Industrie, Mitarbeiter seiner Unternehmen und hohe kommunale Beamte. Nach Schließung des Friedhofs 1955 wurde die Gruft auf den Ostfriedhof Essen transloziert. 
In Essen sind die Carl-Funke-Straße mit der Siedlung Carl Funke, die ehemalige Zeche Carl Funke sowie die Carl-Funke-Grundschule im Stadtteil Heisingen nach ihm benannt. Zudem steht dort ihm zu Ehren das Carl-Funke-Denkmal.